# Sterczów-Ścianka
Sterczów-Ścianka este o arie protejată (sit de importanță comunitară — SCI) din Polonia întinsă pe o suprafață de 10,78 ha, integral pe uscat.

## Localizare
Centrul sitului Sterczów-Ścianka este situat la coordonatele 50°19′43″N 20°10′13″E / 50.3285°N 20.1704°E.

## Înființare
Situl Sterczów-Ścianka a fost declarat sit de importanță comunitară în aprilie 2004 pentru a proteja 1 specie de plante.

## Biodiversitate
Situată în ecoregiunea continentală, aria protejată conține 3 habitate naturale: Pajiști uscate seminaturale și facies de acoperire cu tufișuri pe substraturi calcaroase (Festuco-Brometalia) (* situri importante pentru orhidee), Păduri de stejar și carpen Galio-Carpinetum, Păduri mixte riverane de Quercus robur, Ulmus laevis și Ulmus minor, Fraxinus excelsior sau Fraxinus angustifolia, de-a lungul marilor râuri (Ulmenion minoris).
La baza desemnării sitului se află o specie protejată de  plante: papucul doamnei (Cypripedium calceolus).